# Xerraire mitrat
El xerraire mitrat (Pterorhinus mitratus) és un ocell de la família dels leiotríquids (Leiothrichidae).

## Hàbitat i distribució
Habita boscos i vegetació secundària, a les muntanyes de la Península Malaia i Sumatra.